# Выгелзув (гмина Бабице)
Выге́лзув (пол.  Wygiełzów) — село в Польше, находящееся в гмине Бабице Хшанувского повята Малопольского воеводства.

## География
Село располагается в 2 км от села Бабице и в 7 км от города Хшанув и в 36 км от Кракова..

## История
С 1975 по 1988 года село административно входило в Краковское воеводство.

## Достопримечательности
- В селе находится Надвислянский этнографический парк.